# Église Saint-Pierre de Bréville-les-Monts
L'église Saint-Pierre de Bréville-les-Monts est une ancienne église catholique située à Bréville-les-Monts dans le département français du Calvados en région Normandie.

## Localisation
L'église était située dans le département français du Calvados, sur la commune de Bréville-les-Monts.

## Historique
L'église est inscrite au titre des monuments historiques le 16 mai 1927.
Elle a été détruite lors de la bataille de Normandie, le 12 juin 1944. L'édifice a été utilisé comme dépôt de munitions par les Allemands. Une nouvelle église a été construite en 1960.

## Description
La nef et la tour étaient modernes selon Arcisse de Caumont, quant au chœur il le datait du XVe siècle, voire antérieurement.